# 大友一生
大友 一生（おおとも かずき、2002年8月22日 - ）は、日本の俳優である。東京都出身。ソニーミュージックアーティスツ所属。

## 人物
- 特技：歌・殺陣（歴2年）・ガンアクション
- 趣味：サバイバルゲーム・プロレス観戦・映画・アニメ観賞・アニソンライブ観賞
- 好きなスポーツ：バスケットボール・バドミントン

## 出演

### 映画
- 河童（2013年、短編映画） - 主演
- NPO（2014年、短編映画） - 主人公子役時代 役
- オー！ファーザー（2014年）
- 通学電車 通学途中（2015年）
- サマータイムエンジェル（2016年） - 比呂ひろし 役
- ミスミソウ（2018年4月7日） - 間宮裕明 役
- 劇場版 美しい彼〜eternal〜（2023年4月7日、カルチュア・パブリッシャーズ） - 堀井 役
- ピアニストを待ちながら（2024年10月12日、インディペンデントフィルム） - 行人 役[1]
- シーシュポスたちのまなざし（2025年公開予定、BBB）[2]
- Hello, my friend（2026年公開予定）[3]

### ウェブ映画
- 余命一年の僕が、余命半年の君と出会った話。（2024年6月27日、Netflix）[4]

### テレビドラマ
- ブランケットキャッツ 第4話（2017年7月、NHK総合） - 谷本 役
- ドロップ（2023年6月2日 - 8月4日、WOWOW） - 山崎秀樹（ワン公） 役[5][6]
- ちはやふる-めぐり-（2025年7月9日 - 、日本テレビ） - 有馬仁志 役[7][8]

### ウェブドラマ
- ガンダムビルドリアル（2021年） - 成田健太郎 役[9]

### 舞台
- 歌劇「トスカ」（2013年11月、東京文化会館 大ホール）
- 歌劇「カルメン」（2014年1月、新国立劇場）
- CLOCK ZERO 〜終焉の一秒〜 - 加納理一郎 役
  - Re-verse-mind（2015年7月25日 - 8月2日、シアターサンモール）
  - WatchOver（2016年3月16日 - 22日、星陵会館ホール）
- ふわふわ プカプカ パリンバリン（2016年10月、下北沢小劇場）

### CM
- サントリー POPメロンソーダ「POP青春CM」WEBムービー（2017年）

### MV
- Anly「北斗七星」（2017年8月9日）
- リーガルリリー「うつくしいひと」（2018年）

### PV
- 櫻坂46「藤吉夏鈴：藤吉さんを笑わせたい」（2020年12月9日、櫻坂46『Nobody's fault』TYPE-C収録）